# Ilex canariensis
Ilex canariensis är en järneksväxtart. Ilex canariensis ingår i släktet järnekar, och familjen järneksväxter.

## Underarter
Arten delas in i följande underarter:
- I. c. azevinho
- I. c. canariensis

## Bildgalleri

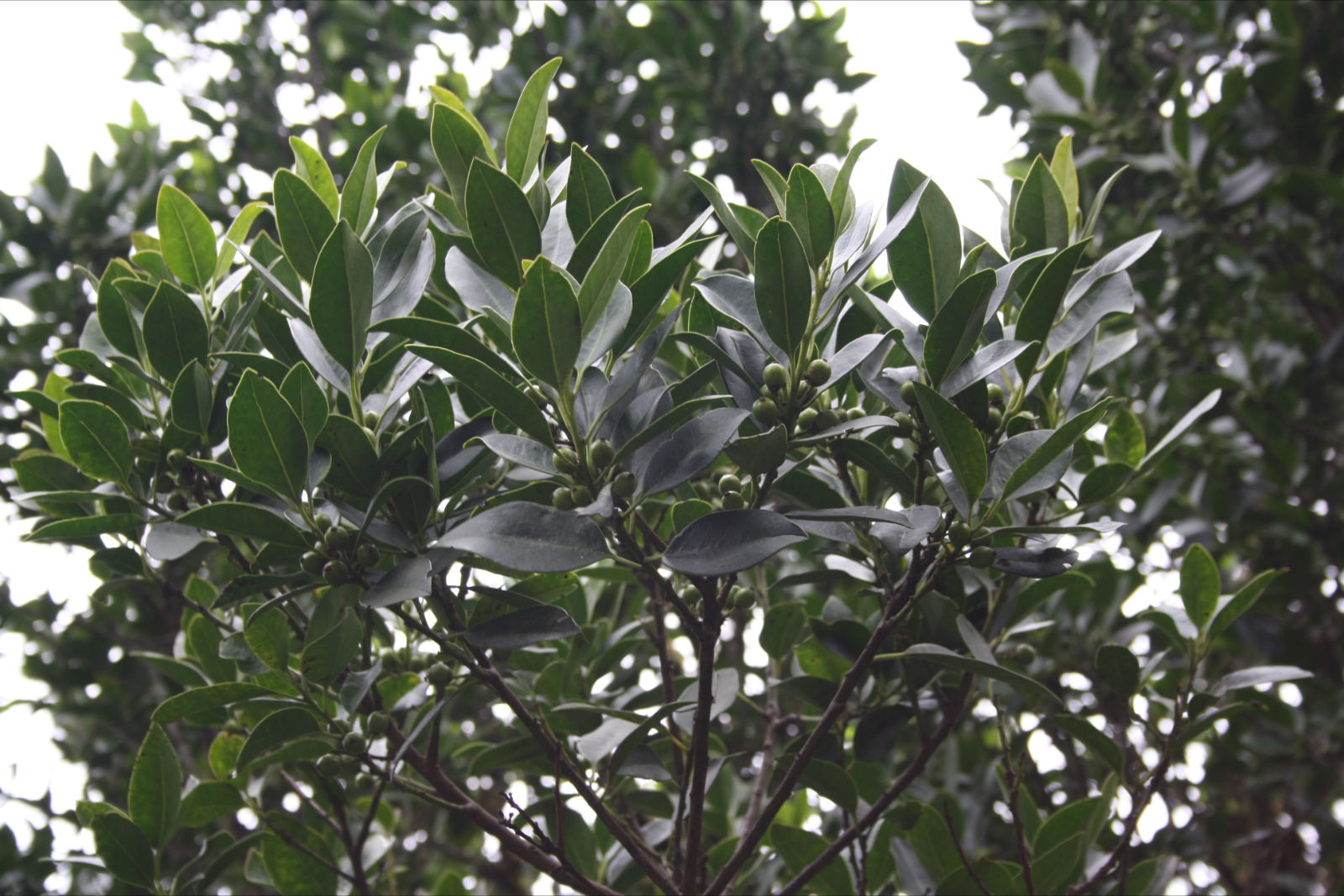